# Эстонский (Челябинская область)
Эсто́нский — посёлок в Верхнеуральском районе Челябинской области России. Входит в состав Форштадтского сельского поселения.

## География
Посёлок находится на берегу реки Галяткина (правый приток реки Гумбейка), на расстоянии 18 км к востоку от города Верхнеуральск, административного центра района.

## История
Посёлок образован в начале 1920-х годов путём объединения хуторов Эстонский 1-й, Эстонский 2-й и Перчаткина. В 1930 году был организован колхоз «Вперед». В начале 1940-х годов из Эстонии в посёлок были переселены более десяти семей.

## Население
| 2002 | 2010 |
| ---- | ---- |
| 373  | ↘313 |